# Maʿale Efrajim
Ma'ale Efrayim (hebräisch מַעֲלֵה אֶפְרַיִם, deu. Aufstieg des Ephraim) ist eine säkulare Israelische Siedlung; säkular heißt in diesem Zusammenhang, dass die jüdischen religiösen Traditionen nicht mehr streng gesehen werden, gleichwohl werden die traditionellen jüdischen Feste begangen. Sie befindet sich an den südlichen Hängen von Samarien im Tal des Jordan im Westjordanland. Die Siedlung wurde 1978 gegründet und nach dem biblischen Stamm der Ephraim benannt. Der Stadtstatus wurde 1989 geändert, seitdem ist es ein Lokalverband. Die Internationale Gemeinschaft ist der Auffassung, dass die israelischen Siedlungen im Westjordanland gemäß Völkerrecht illegal errichtet wurden, was die israelische Regierung bestreitet.